# 오니와촌
오니와촌(大庭村)은 후쿠시마현 시노부군에 있던 촌이다. 1956년 9월 30일 오니와촌, 노다촌, 미즈호촌 등 3개 촌이 합병하여 아즈마촌이 신설되고 폐지되었다. 후쿠시마시 아즈마 지구의 일부가 오니와촌이 있던 곳이다.

## 역사
- 1954년 3월 31일 - 니와사카촌, 니와쓰카촌이 합병해 성립하였다.
- 1956년 9월 30일 - 오니와촌, 노다촌, 미즈호촌 등 3개 촌이 합병하여 아즈마촌이 신설되고, 오니와촌 등은 폐지되었다.

## 교통

### 철도
- 일본국유철도
  - 오우 본선(※야마가타선)

### 도로
반다이아즈마 스카이라인이 오니와촌이었던 지역을 통과하지만, 당시에는 미개통이었다.

## 참고 문헌
- 角川日本地名大辞典 7 福島県